# Pierrefonds, Oise

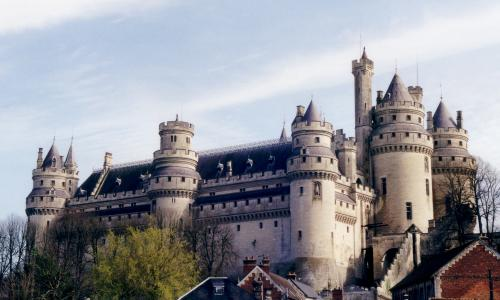
Castelul Pierrefonds

Pierrefonds este o comună în departamentul Oise, Franța. În 1 ianuarie 2022 avea o populație de 1.888 de locuitori.